# Élections régionales de 1979 à Berlin-Ouest

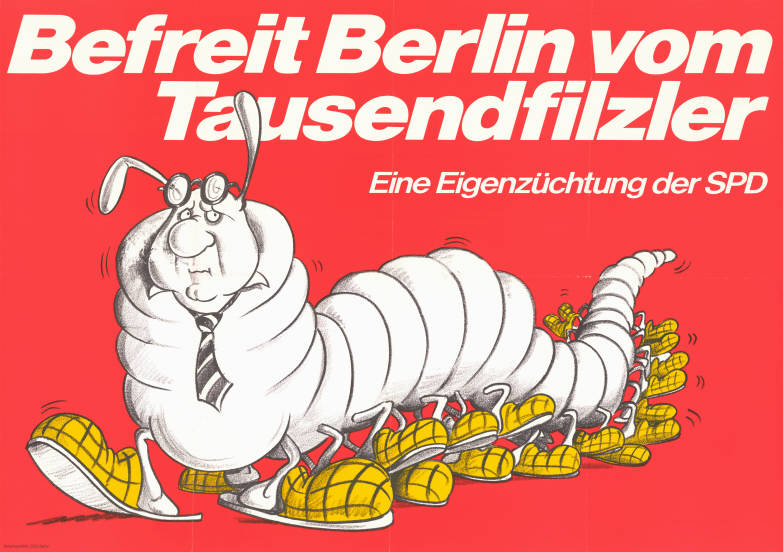
Affiche électorale de l'Union chrétienne-démocrate d'Allemagne à la Chambre des députés de Berlin élection 1979.

Les élections pour la 8e législature de la Abgeordnetenhaus de Berlin-Ouest se sont tenues le 18 mars 1979.
Le Parti social-démocrate (SPD), qui s'est présenté pour la première fois sous la direction du nouveau maire Dietrich Stobbe, a pu maintenir sa position avec 42,7 % (+0,1 point de pourcentage). Dietrich Stobbe avait succédé le 2 avril 1977 à Klaus Schütz, qui avait démissionné à la suite de plusieurs scandales dans le domaine de la construction.
De ce point de vue, et compte tenu du fait que le SPD a été au gouvernement à Berlin presque sans interruption pendant plus de 30 ans, il ne semblait pas sûr avant le scrutin que le SPD puisse se maintenir au niveau des élections de 1975.
Pour sa part, l'Union chrétienne-démocrate (CDU), avec son nouveau chef Richard von Weizsäcker, a obtenu 44,4 % des voix (+0,5 %), tandis que le Parti libéral-démocrate (FDP) a obtenu 8,1 % des voix (+1 %).
Par la suite, la coalition entre le SPD et le FDP de Dietrich Stobbe a été maintenue. 

## Résultats
Le taux de participation s'est élevé à 85.4%.
| Parti | Parti                                           | Voix      | %      | +/-  | Sièges | +/- |
| ----- | ----------------------------------------------- | --------- | ------ | ---- | ------ | --- |
|       | Union chrétienne-démocrate d'Allemagne (CDU)    | 570 174   | 44,4 % | +0,5 | 63     | -6  |
|       | Parti social-démocrate (SPD)                    | 548 060   | 42,7 % | +0,1 | 61     | -6  |
|       | Parti libéral-démocrate (FDP)                   | 103 609   | 8,1 %  | +1,0 | 11     | -   |
|       | Liste alternative (AL)                          | 48 642    | 3,7 %  | +3,7 | 0      | -   |
|       | Parti unitaire socialiste de Berlin-Ouest (SEW) | 13 744    | 1,1 %  | -0,7 | 0      | -   |
|       | Alliance pour une Allemagne libre (BFD)         | n/a       | 0,0 %  | -3,4 | 0      | n/a |
|       | Autres                                          | 1 367     | 0,1 %  | n/a  | 0      | n/a |
| TOTAL | TOTAL                                           | 1 310 553 | 100 %  | n/a  | 135    | -12 |